# Space and Upper Atmosphere Research Commission
Die Space and Upper Atmosphere Research Commission  (Urdu خلائی و بالائی فضائی تحقیقاتی مأموریہ DMG Ḫalāʾī wa Bālāʾī Faḍāʾī Taḥqīqātī Maʾmūriya  – „Kommission für die Erforschung des Weltalls und der Hochatmosphäre“), kurz SUPARCO, ist die nationale Raumfahrtbehörde der Islamischen Republik Pakistan. Ihr Hauptquartier befindet sich seit Herbst 2021 im Union Council Rawat im Südosten des Hauptstadtterritoriums Islamabad.
Die SUPARCO befasst sich sowohl mit Entwicklung, Bau und Betrieb von Raumflugkörpern für zivile und nachrichtendienstliche Zwecke als auch mit Forschungsprojekten, primär im erdnahen Raum, aber auch astronomischer und astrophysikalischer Natur. Direktor der SUPARCO ist seit 2018 Generalmajor Amer Nadeem, Pakistan Army Corps of Electrical and Mechanical Engineers.

## Geschichte

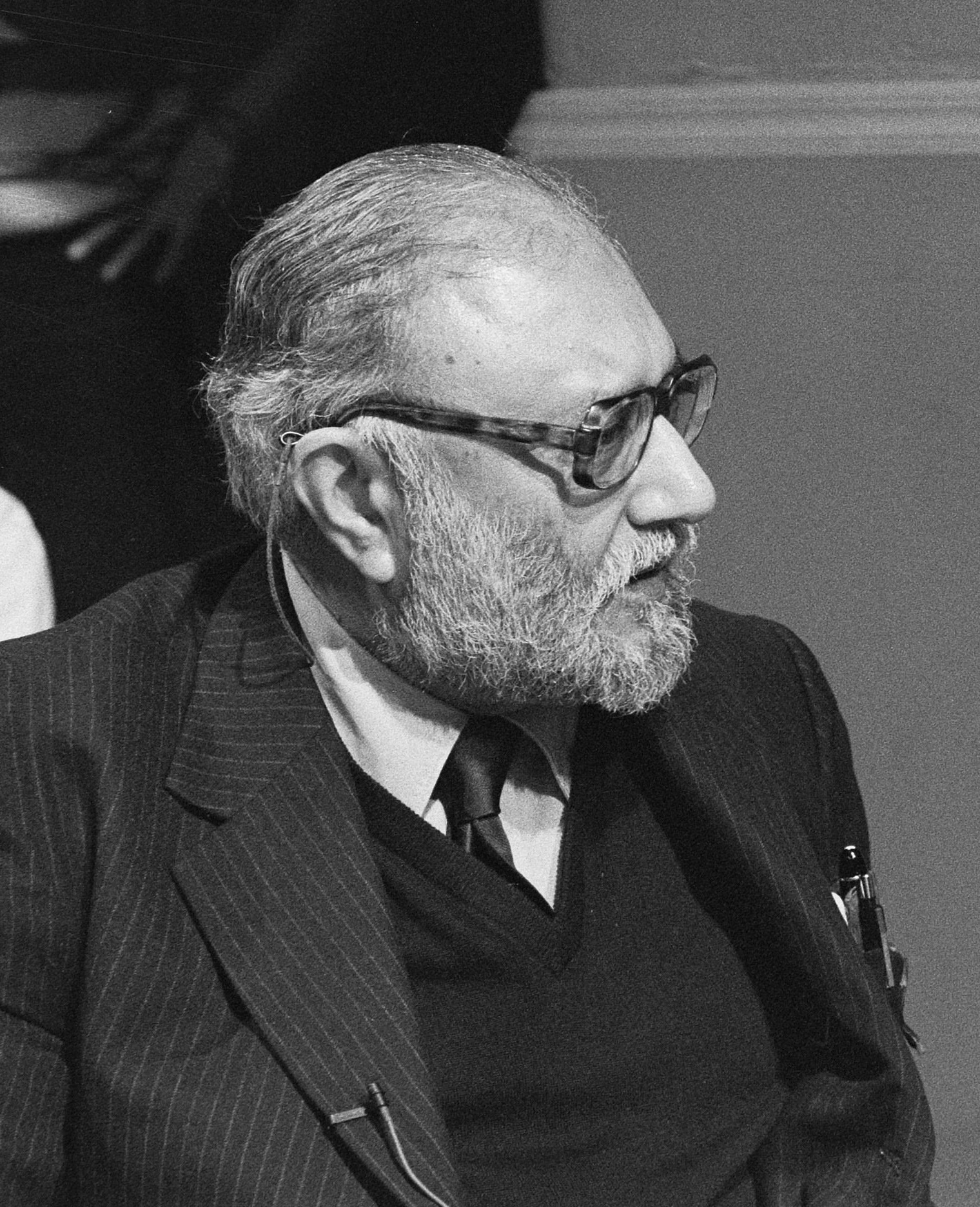
Muhammed Abdus Salam, erster Direktor der SUPARCO

Nach dem Start des sowjetischen Satelliten Sputnik 1 am 4. Oktober 1957 erwachte bei den Physikern an der University of the Punjab in Lahore das Interesse an Weltraumwissenschaften. Der spätere Nobelpreisträger Muhammed Abdus Salam begleitete im Juli 1961 Präsident Muhammed Ayub Khan als wissenschaftlicher Berater auf einem Staatsbesuch in die USA,
wo man zwei Monate vorher das Apollo-Programm gestartet hatte. Die NASA mangelte es damals noch an Daten über die Winde in der Hochatmosphäre über dem Indischen Ozean, und so lud man Pakistan dazu ein, einen Startplatz für Höhenforschungsraketen anzulegen und sie beim Sammeln dieser Daten zu unterstützen.
Tariq Mustafa (* 1934), Chefingenieur bei der Pakistan Atomic Energy Commission, arbeitete damals gerade am Oak Ridge National Laboratory der United States Atomic Energy Commission. Abdus Salam lud ihn ein, an einer Besprechung teilzunehmen, die er in Washington, D.C.  mit Arnold Frutkin (1918–2020), dem Stellvertretenden Direktor des NASA International Programs Office führte. Hierbei bot die Frutkin Pakistan an, das Land bei Entwicklung und Start von Höhenforschungsraketen zu unterstützen, wenn sich Pakistan im Gegenzug dazu bereit erklärte, die bei den Flügen gesammelten Daten mit der NASA zu teilen. Abdus Salam und Tariq Mustafa nahmen das Angebot an. Daraufhin arrangierte Frutkin für Tariq Mustafa einen Besuch in der Wallops Flight Facility der NASA in Virginia. Tariq Mustafa verfasste einen Bericht über seinen Besuch, den Abdus Salam an Präsident Ayub Khan weiterleitete.
Ayub Khan zögerte nicht lang. Am 16. September 1961 gründete er per Präsidentenerlass innerhalb der Atomenergiekommission eine „Abteilung für weltraumwissenschaftliche Forschung“ (Space Sciences Research Wing). Dies gilt heute als Gründungstag der SUPARCO. Leiter der neuen Abteilung wurde Muhammed Abdus Salam, sein Stellvertreter der Atomphysiker Ishrat Hussain Usmani (1917–1992), der Direktor der Atomenergiekommission. Unterstützt wurden die beiden von Sibte Nabi Naqvi, 1949–1953 Direktor des Pakistan Meteorological Department,
und dem Physiker Muhammed Innas Ali (1916–2010) von der Atomenergiekommission.
Tariq Mustafa wurde beauftragt, die Gruppe zu leiten, die an der Bucht von Sonmiani im Distrikt Lasbela, Provinz Belutschistan, einen Raketenstartplatz aufbauen sollte.
Noch im September 1961 wurde er zusammen mit drei weiteren Wissenschaftlern und Ingenieuren von der Atomenergiekommission sowie Muhammed Rehmatullah, Regionaldirektor der Meteorologischen Behörde, in die USA entsandt, wo sie von der NASA in der Wallops Flight Facility und im Goddard Space Flight Center geschult wurden.
Innerhalb von neun Monaten wurde in Zusammenarbeit  mit der Pakistan Air Force Maintenance Branch unter Kommodore Władysław Józef Marian Turowicz (1908–1980) der Sonmiani Flight Test Range gebaut, und am 7. Juni 1962 hob von dort die erste Höhenforschungsrakete vom Typ Nike Cajun ab, in Pakistan Rehbar (رهبر), also „Führer“ genannt.
Nach vier weiteren erfolgreichen Starts fand am 25. Juli 1964 eine Besprechung unter dem Vorsitz von Präsident Ayub Khan statt, in deren Ergebnis die Abteilung für weltraumwissenschaftliche Forschung aus der Atomenergiekommission herausgelöst und als „Kommission für die Erforschung des Weltalls und der Hochatmosphäre“ (SUPARCO) mit Wirkung vom 16. September 1964 direkt dem Präsidenten unterstellt wurde. Abdus Salam blieb Direktor der neuen Behörde, sein Stellvertreter war weiterhin Ishrat Hussain Usmani. Nach dem Zweiten Indisch-Pakistanischen Krieg 1965 geriet Ayub Khan zunehmend unter innenpolitischen Druck. Am 8. März 1966 wurde die SUPARCO der Zuständigkeit des Präsidenten entzogen und der Scientific and Technological Research Division, der Vorgängerorganisation des Ministry of Science and Technology, unterstellt, weiterhin unter der Leitung von Abdus Salam. Gleichzeitig wurde Władysław Turowicz von der Luftwaffe als Chefwissenschaftler zur SUPARCO versetzt. Am 19. April 1967 übernahm Turowicz die Leitung der Behörde.
Bis April 1973 fanden von Sonmiani aus zahlreiche Starts von Höhenforschungsraketen statt.
Nachdem Zulfikar Ali Bhutto jedoch am 14. August 1973 das Amt des mit umfassenden Vollmachten ausgestatteten Premierministers übernommen hatte, wurden der SUPARCO die Mittel gekürzt. Dies hängt mit dem von Muhammed Abdus Salam sowie Munir Ahmad Khan (1926–1999) vorgeschlagenen und von Bhutto am 20. Januar 1972 noch als Präsident genehmigten Bau einer Atombombe zusammen. Zahlreiche Wissenschaftler wurden aus der SUPARCO abgezogen und dem Atomwaffenprogramm zugeteilt, während Veteranen des Bangladesch-Kriegs von 1971 mit Posten bei der SUPARCO versorgt wurden.
Bislang waren von Sonmiani nur ausländische Raketen wie die amerikanischen Nike Cajun und Judi Dart, die französischen Centaure und Dragon oder die britischen Petrel  und Skua gestartet.
In dem Maße, wie die Entwicklung der Atombombe voranschritt, wurde die Frage nach einer eigenen Trägerrakete, die einen nuklearen Sprengkopf sicher nach Indien tragen konnte, immer drängender. Am 13. Dezember 1979 fand eine von Munir Ahmad Khan arrangierte Besprechung mit dem neuen Präsidenten Mohammed Zia-ul-Haq statt – Bhutto war am 4. April 1979 gehängt worden – wo der Kernphysiker auf einen Wiederaufbau der Weltraumforschung drängte, um über Trägerraketen zu nuklearen Mittelstreckenraketen zu kommen. Zia-ul-Haq stimmte im Prinzip zu und ernannte zunächst am 15. Dezember 1980 den Kernphysiker Salim Mehmud (* 1930) zum Direktor der SUPARCO. Salim Mehmud war 1961 einer der Wissenschaftler gewesen, die zur Schulung in die USA gereist waren und war nach dem ersten Rehbar-Start erneut in die USA geschickt worden, wo er sich im Goddard-Space-Flight-Center mit der Entwicklung und Verbesserung von Feststoffraketen befasste.
Nachdem Zia-ul-Haq der pakistanischen Weltraumforschung mit Erlass Nr. 20 vom 21. Mai 1981 eine neue Struktur gegeben hatte, mit einem Space Research Council (SRC), einem Executive Committee of the Space Research Council (ECSRC) und der Pakistan Space and Upper Atmosphere Research Commission (SUPARCO),
leitete Salim Mehmud die Entwicklung der Hatf (حتف, also „Tod“) in die Wege, einer taktischen Feststoffrakete für konventionelle und nukleare Sprengköpfe mit einer Reichweite von ursprünglich 70 km, basierend auf der zweiten Stufe der französischen Eridan-Höhenforschungsrakete. Der Erstflug der Hatf 1 fand im Februar 1989 von Sonmiani aus statt.
Außerdem importierte Pakistan ab 1990 auf der Basis eines auf 10 Jahre angelegten Kooperationsabkommens für Wehrwissenschaft, Technik und Industrie chinesische Kurzstreckenraketen vom Typ Dongfeng 11, dort Shaheen 1 (شاهين-ا), also „Gerfalke 1“ genannt. In besagtem Abkommen mit der Volksrepublik China ging es nicht nur um gemeinsame Beschaffungsvorhaben, sondern auch um Zusammenarbeit bei Forschung, Entwicklung und Produktion sowie um Technologietransfer. Daher unterstützte China Pakistan beim Bau einer Fabrik in der Nähe von Rawalpindi, wo diese Rakete vor Ort hergestellt werden konnte.
Aus Gründen, die mit Konflikten innerhalb des militärisch-industriellen Komplexes Pakistans zusammenhängen, wurde diese Fabrik dann allerdings unter dem Dach des Khan-Forschungszentrums betrieben,
das in Tilla Jogian einen eigenen Startplatz besitzt.
Parallel zur Raketenentwicklung lief das Satellitenprogramm der SUPARCO. 1981 schlug Salim Mehmud Munir Ahmad Khan vor, als Antwort auf den am 19. April 1975 gestarteten Aryabhata-Satelliten Indiens einen pakistanischen Satelliten zu entwickeln. Munir Ahmad Khan trug das Zia-ul-Haq vor, der seine Genehmigung erteilte. Daraufhin wurden eine Reihe von Ingenieuren der SUPARCO an die University of Surrey geschickt, um an der Entwicklung des Amateurfunksatelliten UoSAT 2 teilzunehmen, der am 1. März 1984 gestartet wurde.
Nachdem sie in Surrey noch an einigen weiteren Projekten teilgenommen hatten, kehrten die Ingenieure 1986 nach Pakistan zurück. Mit Unterstützung der Pakistan Amateur Radio Society wurde im Satellite Research and Development Center der SUPARCO in Lahore der 52 kg schwere Experimentalsatellit Badr 1 (بدر-۱, also „Vollmond 1“) gebaut und am 16. Juli 1990 vom chinesischen Kosmodrom Xichang aus mit einer Trägerrakete vom Typ Changzheng 2E bei deren Erstflug am 16. Juli 1990 in einen elliptischen erdnahen Orbit mit einer Bahnneigung von 28,4° gebracht.
Dies war der erste Satellit der islamischen Welt.
1991 bemerkte die CIA den Technologietransfer von China nach Pakistan. Daraufhin belegte die amerikanische Regierung unter George H. W. Bush China und die SUPARCO im Juni jenes Jahres mit Sanktionen, die im März 1992 wieder aufgehoben wurden, als China versprach, sich an die Richtlinien des Missile Technology Control Regime zu halten. Letztendlich waren China die Beziehungen zu Pakistan jedoch wichtiger und die Zusammenarbeit wurde fortgesetzt, woraufhin die USA China und die SUPARCO im August 1993 erneut mit zweijährigen Sanktionen belegte. Nach dem Ablauf dieser Sanktionen ging die SUPARCO vorsichtiger vor und importierte das Ammoniumperchlorat für ihre Raketen von der chinesischen Akademie für Feststoffraketentriebwerkstechnik und der nordkoreanischen Ryonbong Chonghoesa (련봉 총회사), auch bekannt als „Lyongaksan General Trading Corporation“, auf Umwegen. Diese Ladungen wurden jedoch bei Zwischenstopps beschlagnahmt und Pakistan im Juni 1998 erneut mit Sanktionen belegt. All dies führte dazu, dass die Aktivitäten der SUPARCO in den 1990er Jahren faktisch zum Erliegen kamen.
Die Dinge änderten sich nachdem sich Generalstabschef Pervez Musharraf am 12. Oktober 1999 an die Macht geputscht hatte. Am 2. Februar 2000 wurden die Kompetenzen des Air Force Strategic Command, das bislang für Pakistans Kernwaffen zuständig war, an die an diesem Tag gegründete National Command Authority (NCA) übertragen, deren Vorsitz Musharraf übernahm. Zu den Aufgabengebieten der neuen Dienststelle gehörten neben nuklearer Abschreckung, Raketenabwehr und dem Militärgeheimdienst ISI auch militärische Satelliten. Daher wurde die SUPARCO am 10. Dezember 2000 per Befehl Nr. 564 Musharrafs – sein offizieller Titel lautete damals „Chief Executive of Pakistan“ – aus der Zuständigkeit des Kabinetts herausgelöst und der NCA unterstellt. Das 1981 geschaffene Space Research Council und dessen Exekutivkomitee wurden aufgelöst und durch das Development Control Committee der NCA ersetzt.
Das erklärte Ziel dieser Maßnahmen war, die SUPARCO effizienter zu machen. Hierbei handelte es sich jedoch primär um Rhetorik: „We think, we conceive and we deliver.“
In Wirklichkeit war und ist die SUPARCO unter allen Regierungen bzw. Militärregimen chronisch unterfinanziert. So musste sie zum Beispiel bei dem am 11. August 2011 gestarteten Kommunikationssatelliten Paksat 1R und seinem Bodensegment die gesamten Kosten von 212,8 Millionen Dollar über Kredite der China Exim-Bank finanzieren; die Behörde verfügte über keinerlei Eigenkapital. Abgesehen vom Geld mangelt es auch an der Infrastruktur und qualifiziertem Personal. So lieferte die SUPARCO bei besagtem Paksat 1R zwar einige Komponenten, aber während die Chinesische Akademie für Weltraumtechnologie beim China-Brazil Earth Resources Satellite Program nach den ersten beiden Satelliten den Beitrag des brasilianischen Instituto Nacional de Pesquisas Espaciais von 30 % auf 50 % erhöhte und man ab dann völlig auf Augenhöhe arbeitete, verzichtete die Firma beim nächsten Projekt, dem am 9. Juli 2018 gestarteten Pakistan Remote Sensing Satellite, auch bekannt als PRSS-1, auf pakistanische Hilfe.
Stattdessen baute die SUPARCO, mit südafrikanischer Unterstützung, zunächst den ebenfalls am 9. Juli 2018 gestarteten Pakistan Technology Evaluation Satellite, auch bekannt als PakTES 1A.

## Einrichtungen

### Karatschi
- Space Applications & Research Center[26]
  - Remote Sensing Applications Directorate
    - Abteilung für Fernerkundung und Geoinformationssysteme
    - Abteilung für Ausbildung, Forschung und Entwicklung
- Space and Atmospheric Sciences Directorate
  - Space Application Division
    - Labor für Umweltforschung
    - Zentrum für Empfang und Verarbeitung atmosphärischer Daten

  - Space Science Division
    - Ionosphärenstation Karatschi
    - Geomagnetisches Observatorium
    - Astronomie (Vorhersage der Mondphasen für den islamischen Kalender)
- National Center for Remote Sensing and Geo-Informatics (ein Gemeinschaftsunternehmen mit dem Institute of Space Technology)
- Satellite Research & Development Center for Remote Sensing Satellite
- Telemetry, Tracking and Command Facility
- SUPARCO Plant
- SUPARCO Institute of Technical Training[27]

### Lahore
- Satellite Research & Development Center for Communication Satellite
- Space Application & Research Cell
- Telemetry, Tracking and Command Facility

### Hauptstadtterritorium Islamabad
- Hauptverwaltung[28]
- Satellite Ground Station Rawat[29]
- Ionospheric Research Station auf dem Campus der  Quaid-i-Azam-Universität[30]
- Geomagnetic Observatory

### Multan
- Space & Atmospheric Research Station (Weltraumwetter-Vorhersage)

### Peshawar
- Space Application & Research Center[31]

### Lasbela
- Sonmiani Flight Test Range

### Jhelam
- Mashhood Test Firing Range (mit Khan-Forschungszentrum gemeinsam betrieben)[32]

## Wichtige Missionen der SUPARCO
| Name      | Startjahr | Kurzbeschreibung                              | Ergebnis |
| --------- | --------- | --------------------------------------------- | -------- |
| Rehbar 1  | 1962      | Erster Start einer Nike Cajun in Pakistan     | Erfolg   |
| Hatf 1    | 1989      | Erster Start einer Kurzstreckenrakete         | Erfolg   |
| Badr 1    | 1990      | Erster Satellit der islamischen Welt          | Erfolg   |
| Shaheen 1 | 1999      | Erster Start einer Dongfeng 11 in Pakistan    | Erfolg   |
| PakTES 1A | 2018      | Erster pakistanischer Erdbeobachtungssatellit | Erfolg   |

## Liste der Direktoren
| Muhammed Abdus Salam              | 1961–1967 | Physiker              |
| Kommodore Władysław Turowicz      | 1967–1970 | Luftfahrtingenieur    |
| Kommodore K. M. Ahmed             | 1970–1976 | Flugausbilder         |
| Salim Mehmud                      | 1976–1979 | Kernphysiker          |
| M. Shafi Ahmad                    | 1979–1980 | Astronom              |
| Salim Mehmud                      | 1980–1989 | Kernphysiker          |
| M. Shafi Ahmad                    | 1989–1990 | Astronom              |
| Sikandar Zaman                    | 1990–1997 | Maschinenbauingenieur |
| Abdul Majid                       | 1997–2001 | Astrophysiker         |
| Raza Hussain                      | 2001–2010 | Elektroingenieur      |
| Generalmajor Ahmed Bilal          | 2010–2015 | Informatiker          |
| Generalmajor Qaiser Anees Khurram | 2015–2018 | Maschinenbauingenieur |
| Generalmajor Amer Nadeem          | 2018–     | Luftfahrtingenieur    |